# チェリージュース
『チェリージュース』は、フクシマハルカによる日本の少女漫画。『なかよし』（講談社）において、2004年7月号から2006年1月号まで連載された。全4巻。

## あらすじ
3日違いの姉弟になった羽崎乙女と羽崎南は同じ部屋で生活することになった。

## 登場人物
羽崎乙女（はさき おとめ）
主人公。南とは血のつながっていない姉弟。南の義姉。同じ剣道部の周が好きだったが、乙女からふった。母親がいない。父、祖母、義母と南と住んでいる。4月12日生まれのO型。
羽崎南（はさき みなみ）
乙女の義弟。料理部に所属し、女子の人気者である。後輩のかすみと付き合っていたが、ふられた。もともとは乙女以外の女子には興味はなかったが、なるに同性愛者疑惑をかけられたために今の性格になった。北斗とは異母兄弟にあたる。料理はとてもうまい。4月15日生まれのA型。
野田周（のだ あまね）
南の親友で、乙女の元恋人。乙女とは同じ剣道部。
上原なる（うえはら なる）
乙女の親友。クールな性格。のちに周と付き合うことになる。南に同性愛者疑惑をかけた。
アイコ
乙女の親友。明るくていつも元気。南の大ファン。
最終的には北斗といい感じになった。
今井北斗（いまい ほくと）
高校で乙女と南のクラスメイトになった少年。
よく乙女と南につっかかっているがそれは南と異母兄弟だからである。文化祭をきっかけとし、乙女を好きになるが最終的にはあきらめる。南を兄弟として認めたようである。

## 書誌情報
1. ISBN 4-06-364064-7
2. ISBN 4-06-364079-5
3. ISBN 4-06-364094-9
4. ISBN 4-06-364107-4